# Parc national du W du Niger
Ne doit pas être confondu avec Parc national du W du Bénin.
Le parc national du W du Niger est au cœur d'un complexe naturel transfrontalier de près d'un million d'hectares géré conjointement par le Bénin, le Niger et le Burkina Faso et protégé depuis 2007 par la convention de Ramsar Il,. est Situé dans la partie sud-ouest du Niger à 151 km de la ville de Niamey. Il doit son nom à la forme en W dessinée par le fleuve Niger qui le traverse.  
Le parc a été créé par arrêté N° 6009/S.ET du 19 août 1954 promulguant le décret du 4 Août 1954 portant transformation en parc nationaux de trois réserves totales de faune en Afrique Occidentale Française (AOF).
Le parc national du W du Niger au Niger est inscrit sur la liste du patrimoine mondial de l'UNESCO depuis 1996 et reconnu en tant que réserve de biosphère transfrontière depuis 2002 par l'UNESCO.

## Géographie
Le parc doit son nom à la forme en W d'une série de méandres du fleuve Niger en ces lieux.

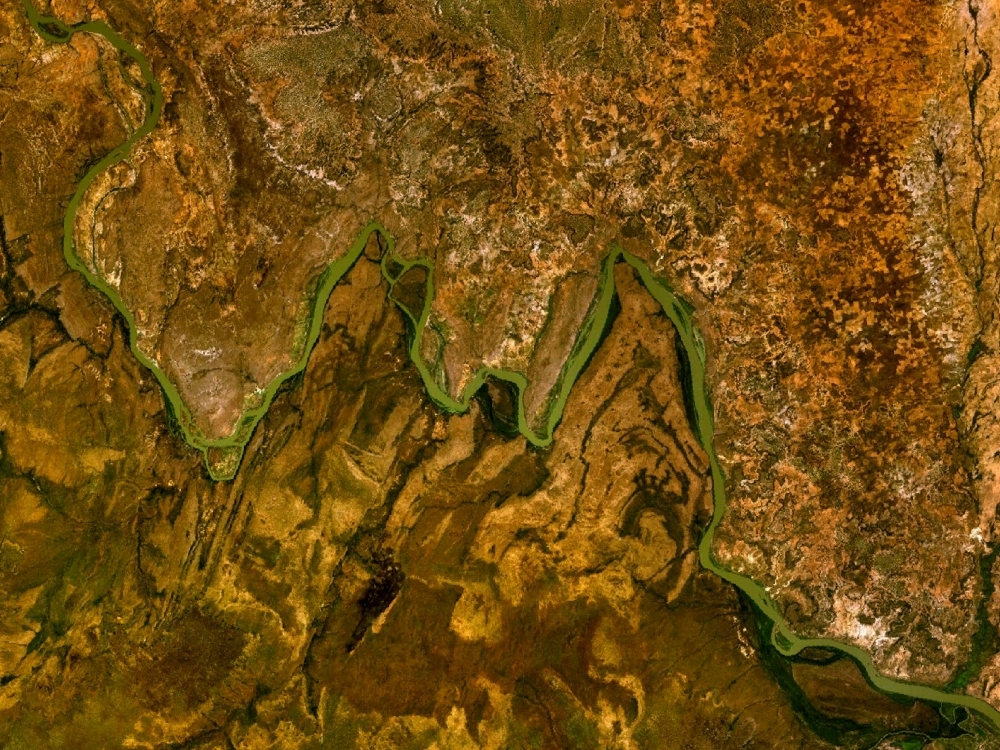
Vue satellite des méandres du fleuve Niger.

## Faune et flore
Le parc est réputé pour ses grands mammifères, notamment les oryctéropes du Cap, babouins, buffles, caracals, guépards, éléphants, hippopotames, léopards, lions, servals et phacochères. Il constitue un abri pour la dernière population connue de Giraffa camelopardalis peralta, et un habitat pour quelques-uns parmi les derniers éléphants sauvages d'Afrique occidentale.
Dans les zones humides (plans d'eau et zones d'inondation, notamment du fleuve Niger), se trouvent des hippopotames, des lamantins d'Afrique, crocodiles, guibs harnachés, buffles, éléphants, et plus d'une centaine d'espèces de poissons. Dans les forêts-galerie on trouve des reptiles tels des varans du Nil, des pythons, etc.
Les zones de forêt sèche abritent surtout une faune d'ongulés (céphalophes, hippotragues, damalisques, etc.) à laquelle elles fournissent subsistances et abris. 
Les portions couvertes de savane buissonnante, que l'on retrouve surtout sur les sols peu fertiles des plateaux, abritent antilopes, éléphants, girafes, lycaons et guépards.
Le territoire du parc héberge également d'importantes populations d'oiseaux, et particulièrement nombre d'espèces migratrices. Plus de 350 espèces d'oiseaux ont été identifiées dans le parc. Nombreux oiseaux aquatiques dans les zones humides.
À signaler aussi une particularité botanique de la région du W du Niger, à savoir la présence d'importants peuplements de baobabs (Adansonia digitata). On les retrouve surtout près de ruines d'anciens villages fortifiés, ce qui pourrait signifier une origine anthropique.
Le parc, dans sa partie Nigérienne, abrite également la limite méridionale de l'extension des plateaux à brousse tigrée du Niger.

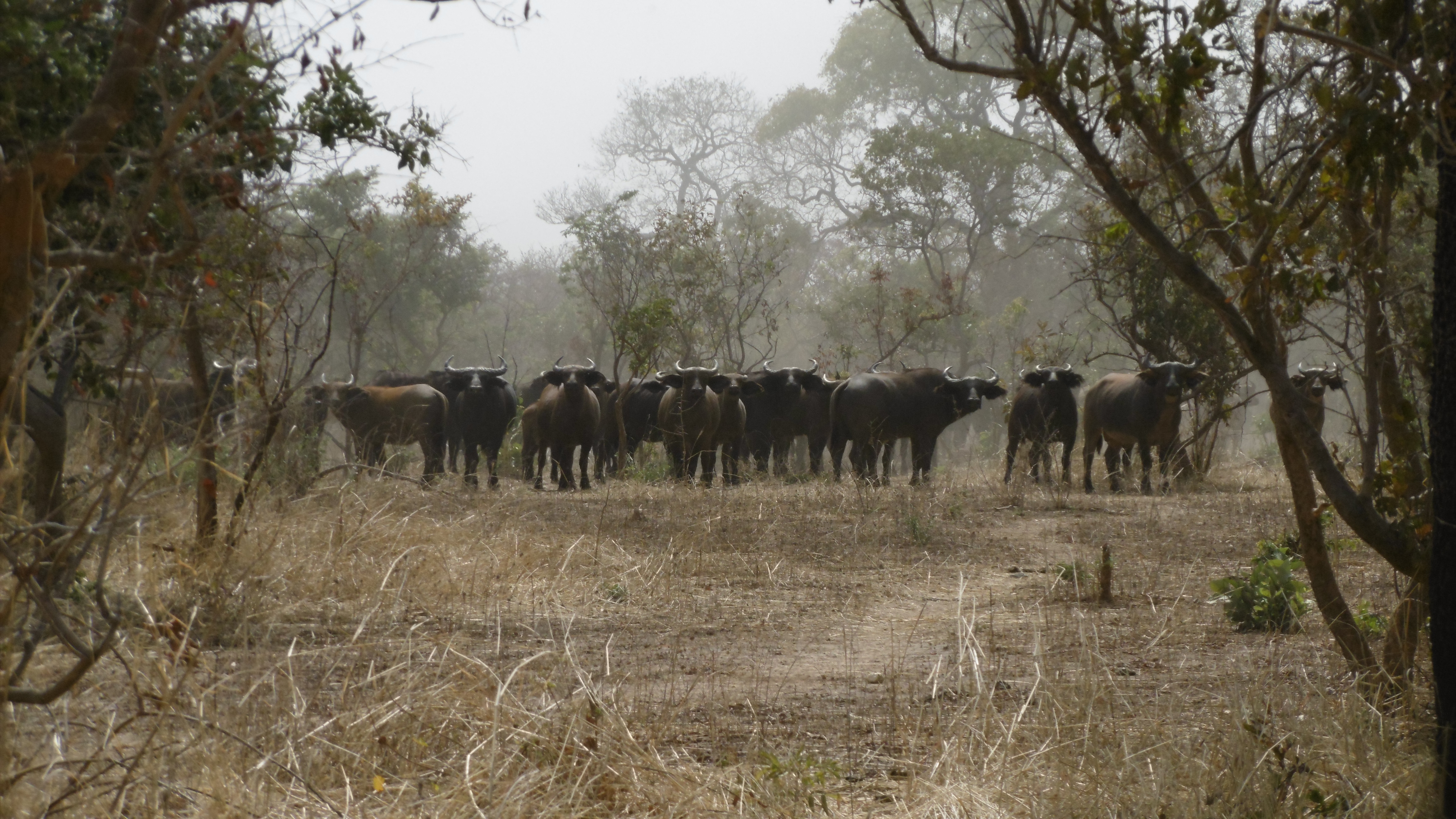
Buffle d'Afrique dans le parc W Niger (Buffle d'Afrique).
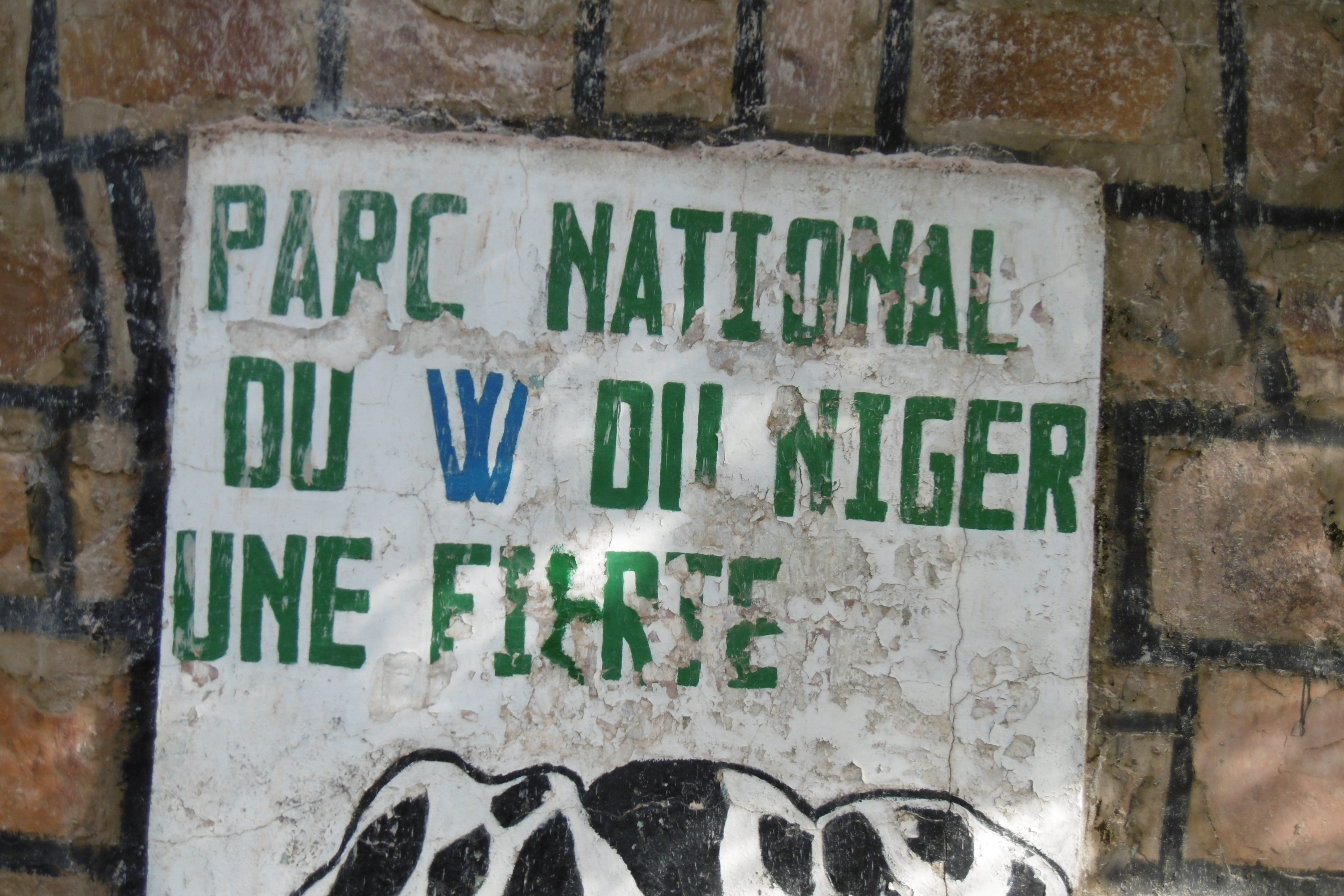
Parc national W Niger
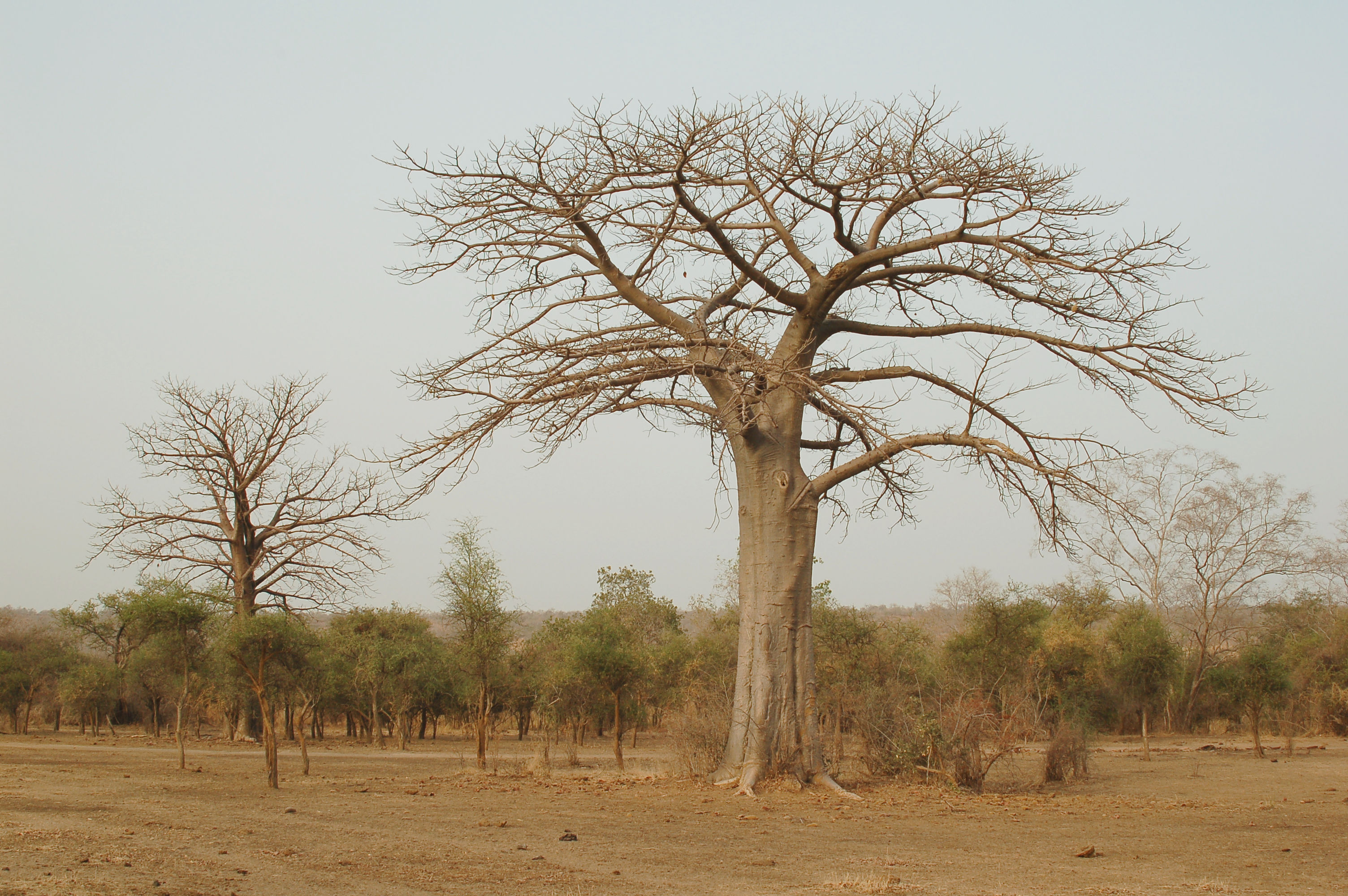
Baobabs (Adansonia digitata).
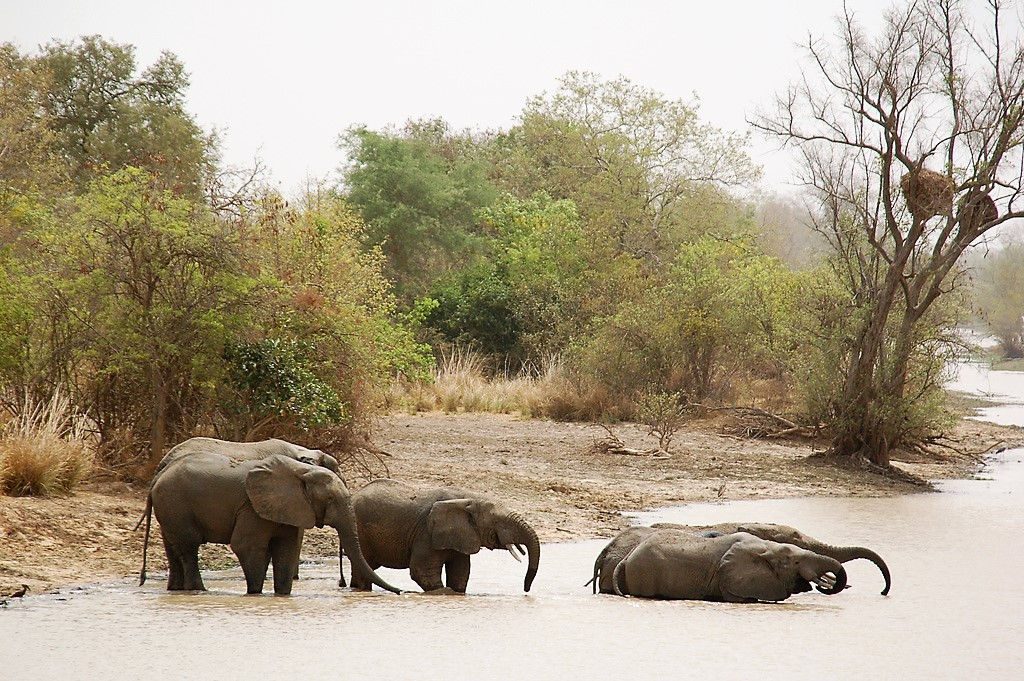
Bain d'éléphants (Loxodonta africana).
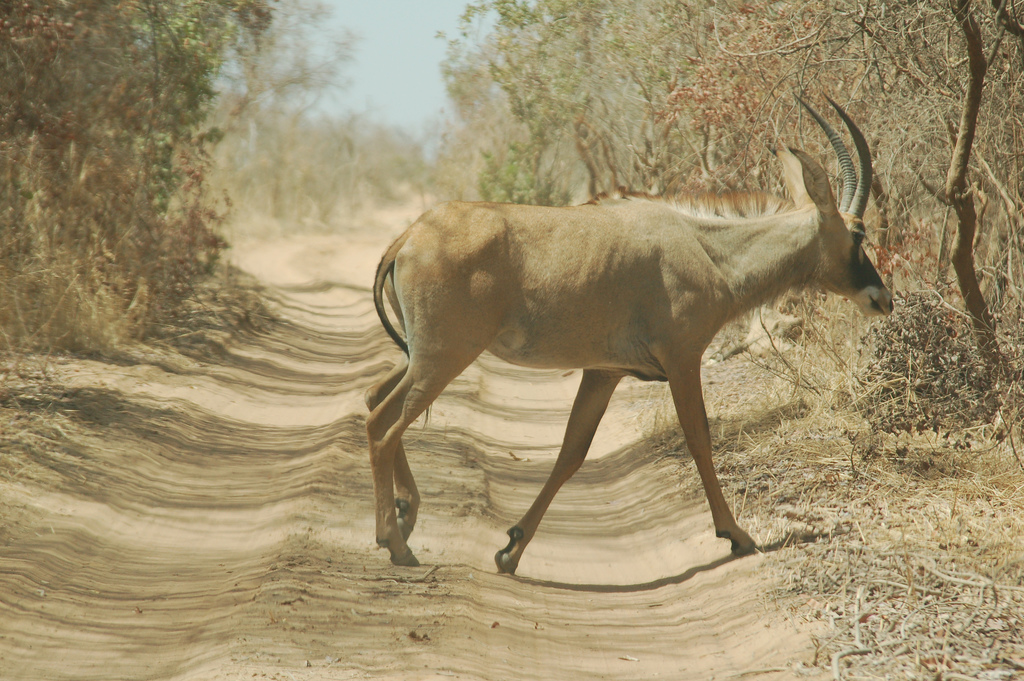
Antilope rouanne (Hippotragus equinus).

## Situation actuelle et problèmes
L'évaluation faite par le CENAGREF (Centre national de gestion des réserves de faune) béninois est assez inquiétante. Elle souligne le « flagrant manque d'efficacité » de la gestion de la faune et du parc, dû au manque de formation des agents, au manque de motivation, au manque d’organisation, ainsi qu'à l'insuffisance de moyens matériels. 
Toujours d'après le CENAGREF, le braconnage sévit et continue à décimer les populations de grands mammifères. La transhumance conduit chaque année des milliers de têtes de bétail à l'intérieur du parc et est responsable de multiples dégradations. De plus, le besoin croissant en terres pour la production agricole (surtout le coton) amènent les populations locales à cultiver dans le parc. Ces populations ne bénéficient pratiquement pas des retombées de l'exploitation du parc ni des zones de chasse, et ont de mauvais rapports avec les forestiers. La diversité des ethnies locales compliquent l'application des mesures participatives (dangers de conflits ethniques).
Enfin la dégradation de la couverture végétale, sans être irréversible, est alarmante.
Malheureusement, ce parc autrefois havre de paix a été le théâtre de trois attaques à la bombe artisanale à la fin de l'année 2021 dans sa partie du Bénin (extrême nord) occasionnant 9 morts et 12 blessés dans le rang des agents chargés de la surveillance. 